# Store Hestholmen
Ne doit pas être confondu avec Store Hestholmen (Bjørnafjorden).
Store Hestholmen est une île norvégienne du comté de Hordaland appartenant administrativement à Bømlo.

## Description
Rocheuse et couverte d'une légère végétation, à fleur d'eau, elle s'étend sur environ 227 m de longueur pour une largeur approximative de 140 m. 